# Mrs. 'Enry 'Awkins
Mrs. 'Enry 'Awkins è un cortometraggio muto del 1912 diretto e interpretato da Van Dyke Brooke e Maurice Costello.

## Produzione
Il film fu prodotto dalla Vitagraph Company of America.

## Distribuzione
Distribuito dalla General Film Company, il film - un cortometraggio in una bobina - uscì nelle sale cinematografiche statunitensi il 13 marzo 1912.